# NGC 6487
NGC 6487 este o galaxie situată în constelația Hercule. A fost descoperită în 28 iulie 1880 de către Édouard Stephan⁠(d).